# Hoắc Sơn
Hoắc Sơn (chữ Hán giản thể: 霍山县, Hán Việt: Hoắc Sơn huyện) là một huyện thuộc địa cấp thị Lục An, tỉnh An Huy, Cộng hòa Nhân dân Trung Hoa. Huyện này có diện tích 2042 km2, dân số 370.000 người, mã số bưu chính 237200, huyện lỵ tại trấn Hoành Sơn. Về mặt hành chính, huyện này được chia thành 9 trấn, 16 hương. 
- Trấn: Thành Quan, Hạ Phù Kiều, Dữ Nhi Nhai, Lạc Nhi Lĩnh, Phật tử Lĩnh, Chư Phật Am, Ma Tử Đàm, Đại Hoá Bình, Man Thủy Hà.
- Hương: Uông Gia Xung, Đông Tây Khê, Hồ Gia Hà, Chân Long Địa, Đản Gia Miếu, Đại Sa Canh, Tam Bản Kiều, Đào Nguyên Hà, Đơn Long Tự, Thượng Mộc Thị, Thái Bình Phán, Bạch Liên Nham, Hắc Thạch Độ, Đạo Sỹ Xung, Thái Dương.